# کالین پاول
کالین لوتر پاول (انگلیسی: Colin Luther Powell؛ زادهٔ ۵ آوریل ۱۹۳۷ – درگذشتهٔ ۱۸ اکتبر ۲۰۲۱) سیاست‌مدار، دیپلمات و ژنرال نیروی زمینی ایالات متحده آمریکا بود، که در فاصله سال‌های ۱۹۸۹ تا ۱۹۹۳ به‌عنوان دوازدهمین رئیس ستاد مشترک نیروهای مسلح ایالات متحده آمریکا فعالیت می‌کرد و از ۲۰۰۱ تا ۲۰۰۵ شصت و پنجمین وزیر امور خارجه آمریکا بود.
پاول فعالیت نظامی را از سال ۱۹۵۸ در نیروی زمینی آمریکا آغاز کرد، از ۱۹۸۵ تا ۱۹۸۶ فرمانده سپاه پنجم بود، از ۱۹۸۶ تا ۱۹۸۷ به‌عنوان قائم‌مقام مشاور امنیت ملی فعالیت می‌کرد، از ۱۹۸۷ تا ۱۹۸۹ پانزدهمین مشاور امنیت ملی آمریکا بود و از آوریل تا سپتامبر ۱۹۸۹ فرماندهی نیروهای ارتش ایالات متحده را برعهده داشت.
از پاول به‌عنوان یک جمهوری‌خواه میانه‌رو و عمل‌گرا یاد می‌شود.

## زندگی‌نامه
کالین لوتر پاول در سال ۱۹۳۷ در خانواده‌ای جامائیکایی‌تبار در محله هارلم نیویورک آمریکا زاده شد. به گفته خودش، یک دانش‌آموز متوسط بود که دبیرستان را بدون برنامه کاری خاصی به پایان برد. پاول در ژوئن ۱۹۵۸ از کالج شهری نیویورک با مدرک زمین‌شناسی فارغ‌التحصیل شد و همزمان به ستاد دانشجویی نیروهای رزرو ارتش آمریکا پیوست. او این دوره نظامی را یکی از شادترین تجربیات زندگی خود می‌دانست. پاول پس از بازگشت از جنگ ویتنام و پیش از گرفتن بورسیه کاخ سفید، مدرک کارشناسی ارشد مدیریت را از دانشگاه جرج‌تاون گرفت. پاول در سال ۱۹۷۱ در رشتهٔ مدیریت بازرگانی در دانشگاه جرج واشینگتن به تحصیل پرداخت.

## نظامی‌گری

### ورود به ارتش
کالین پاول پس از فارغ‌التحصیلی در سال ۱۹۵۸ به عنوان ستوان دوم وارد ارتش ایالات متحده شد. او آموزش‌های اولیه را در جورجیا گذراند. در جورجیا به علت رنگ پوستش رستوران‌ها و بارها از ارائه خدمات به او خودداری می‌کردند. کالین پاول پس از آن برای ۳۵ سال در ارتش آمریکا خدمت کرد و درجهٔ ارتشبد را بدست آورد. او از ۱ اکتبر ۱۹۸۹ تا ۳۰ سپتامبر ۱۹۹۳ به عنوان دوازدهمین رئیس ستاد مشترک نیروهای مسلح ایالات متحده آمریکا خدمت کرد و در این زمان مدیریت ۳۸ بحران از جمله عملیات طوفان صحرا در جنگ خلیج فارس را بر عهده داشت.

### جنگ ویتنام
کالین پاول در سال ۱۹۶۲ به جنگ ویتنام فرستاده شد. او در هنگام مأموریت با قدم گذاشتن بر تله ضدنفر، باعث فرورفتن نیزه بر بدن خود شد. در سال ۱۹۶۸ پاول پس از جان به در بردن از سقوط هلیکوپتری که در آن سه سرباز دیگر را از میان لاشه سوخته هلیکوپتر نجات داد به آمریکا بازگشت و نشان دلاوری و شجاعت را دریافت کرد. تجربه شرکت در جنگ ویتنام بعدها به او در تدوین راهبردهای نظامی و سیاسی کمک کرد. او مشاور نظامی مورد اعتماد شماری از سیاستمداران برجسته آمریکا بود.
کالین پاول بعدها مأمور شد گزارش یک سرباز آمریکایی که ادعای کشتار می لای در مارس ۱۹۶۸ را تقویت می‌کرد، پیگیری کند. او پس از بررسی، نتیجه گرفت که: «درست برعکس، رابطه سربازان آمریکایی و مردم ویتنام عالی است». او بعداً به لاپوشانی اخبار قتل‌عام متهم شد.

### پس از جنگ
کالین پاول پیش از ورود به پنتاگون به عنوان افسر ستادی، در دوره‌ای به عنوان سرهنگ دوم در کره جنوبی کار کرد. او پس از گذراندن دوران دانشجویی در یک دانشکده ارتش، به درجه سرتیپی ارتقا یافت و پیش از رسیدن به مقام مشاور در دولت، فرماندهی لشکر ۱۰۱ هوابرد را بر عهده گرفت.
کالین پاول او مدتی در دولت جیمی کارتر کار کرد و سپس دستیار ارشد نظامی کاسپار واینبرگر وزیر دفاع دولت رونالد ریگان شد. پاول هنگامی که در ارتش آمریکا خدمت می‌کرد از سال ۱۹۸۷ تا ۱۹۸۹ مشاور امنیت ملی و از ۱۹۸۹ تا ۱۹۹۳ رئیس ستاد مشترک ارتش آمریکا بود. در آن هنگام آمریکا درگیر جنگ‌های کثیف در آمریکای جنوبی از جمله دخالت و پشتیبانی از نیروهای مخالف و شبه نظامیان راست‌گرا در نیکاراگوئه بود. با به قدرت رسیدن جورج بوش پدر در سال ۱۹۸۹ پاول به عنوان رئیس ستاد مشترک ارتش، به بالاترین مقام نظامی در وزارت دفاع آمریکا رسید. در ۵۲ سالگی، او جوانترین و نخستین افسر آفریقایی-آمریکایی بود که این پست را بر عهده گرفت. با حمله آمریکا به پاناما در دسامبر ۱۹۸۹ و سرنگونی دولت مانوئل نوریگا پاول با بحران روبرو شد؛ زیرا این اقدام آمریکا توسط سازمان ملل متحد به شدت محکوم شد.

### جنگ خلیج فارس
دکترین پاول در جنگ خلیج فارس اجرایی شد. او باور داشت تا هنگامیکه همه ابزارهای دیپلماتیک، سیاسی، یا اقتصادی ناکام نمانده باشند آمریکا نباید به نیروی نظامی متوسل شود. اما هنگامی که عملیات نظامی آغاز شد باید بیشترین نیروی لازم برای تسلیم سریع دشمن و در عین حال کاهش تلفات نیروهای ایالات متحده به کار گرفته شود. همچنین این کار باید از حمایت بالای افکار عمومی برخوردار باشد؛ زیرا او عقیده داشت که ایالات متحده دیگر نباید خود را در درگیری‌های طولانی و بی‌ثمر مانند ویتنام گرفتار کند. او می‌گفت: «جنگ باید آخرین راه حل باشد و وقتی به جنگ می‌رویم باید هدفی داشته باشیم که مردم ما آن را درک کرده و از آن پشتیبانی کنند». پاول در ابتدا برخلاف دیک چینی، وزیر دفاع وقت آمریکا با استفاده از زور در خلیج فارس مخالفت کرد. اما اجرای موفق عملیات‌های طوفان صحرا و سپر صحرا باعث آشنایی جهانیان با نام پاول شد.

### ریاست‌جمهوری کلینتون
کالین پاول در ماه‌های نخست ریاست‌جمهوری بیل کلینتون، همچنان رئیس ستاد مشترک ارتش آمریکا بود اما کار با دولت لیبرال برای او آسان نبود. او مخالف اجازه کلینتون برای ورود افراد همجنس‌گرا به ارتش بود. همچنین با مادلین آلبرایت، سفیر وقت آمریکا در سازمان ملل متحد بر سر مداخله نظامی در بوسنی اختلاف داشت. او می‌گفت تنها هنگامی که تهدیدی برای منافع آمریکا وجود داشته باشد آمریکا باید اقدام نظامی کنند. استدلال پاول این بود که «ژنرال‌های آمریکایی مانند سربازان اسباب بازی نیستند که بتوانند روی برخی از تخته‌های بازی جهانی جابجا شوند».
پاول در سال ۱۹۹۳ ارتش را ترک کرد و به نوشتن زندگینامه خود پرداخت. این کتاب در صدر فهرست پرفروش‌ترین‌های روزنامه نیویورک تایمز قرار گرفت. او همچنین به کارهای خیریه پرداخت.

## سیاست

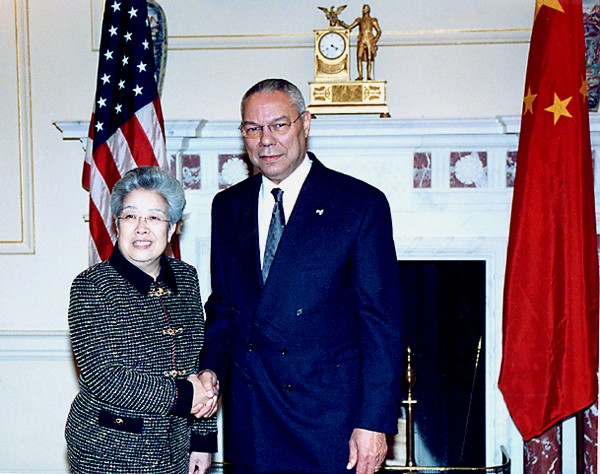
کلین پاول در حال یک دیدار رسمی با مقام چینی سال ۲۰۰۴

کالین پاول پس از خروج از ارتش، به سیاست روی آورد. او که از پشتیبانی هر دو حزب اصلی آمریکا برخوردار بود به عنوان نامزد معاون رئیس‌جمهور برای دموکرات‌ها و جمهوری خواهان معرفی شد. مهارت‌های دیپلماتیک کالین پاول باعث شد او در میان هر دو جناح سیاسی متحدانی داشته باشد. او در سال ۱۹۹۵ موافقت خود را برای نامزدی این پست برای حزب جمهوریخواه اعلام کرد.
کالین پاول در ۱۶ دسامبر۲۰۰۰ توسط بوش نامزد وزیر امور خارجه شد و پس از گرفتن رأی اعتماد از مجلس سنای آمریکا این مقام را در اختیار گرفت. با گرفتن مقام وزارت امور خارجه، او به بالاترین مقام رسمی دولتی که تا آن زمان به یک غیر سفیدپوست رسیده بود دست یافت. پس از پاول، جانشینش، کاندولیزا رایس نیز از سیاه‌پوستان آمریکا بود و در این مقام با او مشترک است.
پس از حملات ۱۱ سپتامبر پاول در برابر مقامات تندرویی مانند دونالد رامسفلد قرار گرفت. نقطه قوت بزرگ او این اعتقاد بود که همبستگی به رویارویی ترجیح دارد. رد استراتژی مداخله یکطرفه رامسفلد باعث شد که ایالات متحده در جنگ با تروریسم یک اتحاد جهانی ایجاد کند. او با اینکه به دکترین خود پایبند بود با دخالت آمریکا در عراق مخالفت کرد، اما برای حفظ ظاهر از بوش حمایت کرد. او در جهان به عنوان مردی با صداقت شناخته می‌شد و بخاطر تواضع و رفتار ساده‌اش شهرت داشت مورد احترام بود. این ویژگی او در متقاعد ساختن شورای امنیت سازمان ملل متحد در مداخله نظامی در عراق در سال ۲۰۰۳ کمک کرد. اما ۱۸ ماه بعد پاول اعتراف کرد که اطلاعات مربوط به اینکه صدام حسین دارای جنگ‌افزار کشتارجمعی بوده، تقریباً اشتباه بوده‌است. او مدت کوتاهی پس از آن از وزارت خارجه آمریکا استعفا کرد.
کالین پاول لحن صریحی در سیاست داشت. او از دولت بوش در بسیاری زمینه‌ها از جمله رفتار با زندانیان در بازداشتگاه گوانتانامو انتقاد کرد. پاول در انتخابات ریاست‌جمهوری ایالات متحده آمریکا (۲۰۰۸) از باراک اوباما پشتیبانی کرد.

## افتخارات
کالین پاول برندهٔ دو نشان افتخار آزادی رئیس‌جمهوری ۱۹۹۱ و ۱۹۹۳ بود.

## درگذشت
کالین پاول در ۱۸ اکتبر ۲۰۲۱ به دلیل عوارض ناشی از کووید ۱۹ در بیمارستان مرکز ملی نظامی پزشکی والتر رید در سن ۸۴ سالگی درگذشت. وی کاملاً واکسینه شده بود. پس از مرگ وی گزارش شد که پاول قبلاً مبتلا به مولتیپل میلوما بوده‌است.مرگ کالین پاول واکنش‌های زیادی در میان سیاستمداران آمریکایی درپی داشت، جو بایدن رئیس‌جمهور آمریکا در بیانیه‌ای او را "تجسم بالاترین آرمان‌های یک دیپلمات" توصیف کرد. بایدن همچنین در بیانیه‌اش دربارهٔ کالین نوشت "کالین بیش از هر چیز، به قدرت و امنیت ملت ما متعهد بود. جورج دبلیو بوش رئیس جمهور پیشین آمریکا هم با اشاره به اینکه "بسیاری از رؤسای جمهوری بر مشاوره و تجربه ژنرال پاول اتکا کردند." گفت که او در داخل و خارج آمریکا مورد احترام هست. باراک اوباما رئیس جمهوری پیشین آمریکا هم در بیانیه‌ای با اشاره به نقش مهم کالین پاول در شماری از تأثیرگذارترین رویدادهای تاریخی، گفت که او هرگز اجازه نداد نژاد، مانع رسیدن به رویاهایش شود و الهام‌بخش نسل جوان شد.با این حال دونالد ترامپ رئیس جمهور سابق آمریکا در واکنش به مرگ او، نقش او در جنگ عراق را مورد انتقاد قرار داد او گفت که «پاول اشتباهات زیادی مرتکب شد، اما به هر حال امیدوارم که در آرامش باشد.»